# Verbrannte Erde (1985)
Verbrannte Erde ist ein US-amerikanischer Film aus dem Jahr 1985. Die Hauptdarsteller sind Don Johnson, Lisa Blount und Robert F. Lyons.

## Handlung
Tim Murphy, ein ehemaliger Vietnamsoldat, lebt mit seiner Frau Paula und seinen zwei Kindern in einem Einfamilienhaus in Miami. Seit Tim aus dem Krieg zurückkehrte, plagen ihn Tag für Tag schreckliche Erinnerungen. Er kann gewisse Ereignisse aus dem Krieg einfach nicht vergessen. Als er auch noch seine Arbeit verliert, leidet seine Familie immer mehr unter seinem Trauma und besonders seine Frau macht sich große Sorgen um Tim. Auf der ständigen Suche nach Arbeit trifft er Luke, der mit ähnlichen Ängsten wie Tim zu kämpfen hat. Auch Luke diente einst in Vietnam. Beide Männer suchen vergeblich nach einem Job, werden aber meist nicht genommen. Tims Zustand spitzt sich immer mehr zu und erreicht seinen Höhepunkt, als er mit einem Messer in der Hand durch sein Haus kriecht, im Glauben, er sei im Krieg. Paula versucht ihren Mann immer dazu zu überreden, eine Therapie zu machen und regelmäßig in eine Selbsthilfegruppe zu gehen, doch er vertraut niemanden seine Erlebnisse an.
Eines Tages trifft Tim wieder seinen guten Freund Luke, der ihm erzählt, er würde es mit seiner Frau noch einmal versuchen wollen. Tim macht ihm Mut und freut sich auf weitere Gespräche mit Luke. Als Tim jedoch abends bei Luke anruft, um zu fragen, wie es ihm geht, hat Luke völlig vergessen wer er ist und denkt, er sei im Vietnamkrieg. Bevor sich Luke aus Verzweiflung selbst erschießt, berichtet er Tim, dass seine Frau die Scheidung eingereicht hat und ihn somit verlassen will. Nach Lukes Tod fällt Tim noch ein zweites Mal in die Rolle des Vietnamsoldaten zurück und bringt Paula damit zur Verzweiflung.
Nach seinem Rückfall sieht er ein, dass er therapeutische Hilfe benötigt und geht zu seiner Selbsthilfegruppe.
In Rückblicken erfährt man, was Tim Schreckliches im Krieg erlebt hat.

## Kritik
„Über weite Strecken einfühlsam entwickelte Geschichte, die jedoch manchmal im Kitsch umschlägt und dadurch einiges von ihrer Wirkung einbüßt.“

## VHS-Veröffentlichung
1985 veröffentlichte Universum Film (damals noch Ufa) den Film auf VHS. Die Länge des Films beträgt 97 Minuten.
Eine DVD-Veröffentlichung wurde nie durchgeführt und ist zurzeit auch nicht geplant.